# Серых, Леонид Афанасьевич
Леонид Афанасьевич Серых (1928—2012) — советский промышленный деятель, директор Смоленского авиационного завода в 1960—1995 годах.

## Биография
Леонид Афанасьевич Серых родился 6 ноября 1928 года в селе Долгие Буды (ныне — Беловский район Курской области). В 1953 году окончил Харьковский авиационный институт, после чего был направлен инженером-конструктором на Смоленский авиационный завод. С 1960 года возглавлял это предприятие.
Избирался депутатом Верховного Совета РСФСР 9-11 созывов, делегатом XXIII съезда КПСС. В 1970 году Серых был удостоен Государственной премии СССР, в 1979 году — премии Совета Министров СССР. Являлся автором четырёх изобретений.
В 1995 году вышел на пенсию. Умер 21 января 2012 года, похоронен в деревне Боровая Смоленского района Смоленской области.
Почётный гражданин Смоленска. Был награждён орденами Ленина, Октябрьской Революции и Трудового Красного Знамени, а также рядом медалей.